# 福克蘭群島牧區
福克蘭群島牧區 - 前英格蘭國教會福克蘭群島教區 - 是普世聖公宗非教省教會以福克蘭群島主教為首。直到進入二十世紀的福克蘭群島主教將主教權力給整個南美洲 ，直到權力轉移到布宜諾斯艾利斯主教。1982年，阿根廷對福克蘭群島的主教權力被棄除，現在正當接受從聖地亞哥的智利主教牧區指導，主教座堂牧區長直接向坎特伯雷大主教匯報。

## 歷史

### 南美洲傳教會
韋特·霍金·斯特林於1869年任命為第一位教區主教。在他的任期內，福克蘭群島教區的歷史主要跟隨南美洲傳教會（簡稱SAMS）的將來漸滿和沒落。1910年，教區首次被劃分為「東海岸」和「西海岸」。艾佛利（英語：Edward Every）主教成為阿根廷及南美洲東部主教；勞倫斯·布萊爾（英語：Lawrence Frederick Blair）主教成為福克蘭群島主教 ，其中包括智利、玻利維亞和秘魯的監管。他於1914年辭任，艾佛利主教接任這個牧職。1910年也是愛丁堡世界宣教會議的那年。
諾曼·代·澤西（英語：Norman S de Jersey）做了主教15年，及後1934年約翰·韋勒（英語：John R Weller）繼任。財政緊据使他鞏固，成為阿根廷及南美洲東部主教，同時保留福克蘭群島的監牧，並在技術上直到1946年令主教座空置。當時作為福克蘭群島教區令教區更團結，幾乎覆蓋所有南美洲，在里約熱內盧之前，1946年丹尼爾·埃文斯（英語：Daniel Ivor Evans）接任。在1962年位於智利南部他死於心臟病發。
1963年墨西哥庫埃納瓦卡會議之後，聖公會發生了重大變化，廣大的教區分為三個部分。西海岸的智利、玻利維亞及秘魯教區歸給前南美洲傳教會（SAMS）傳教士肯尼夫·豪威爾（英語：Kenneth Howell）主教；西里爾·塔克（英語：Cyril James Tucker）祝聖兩個獨立的主教，一位是阿根廷及南美洲東部主教，另一位是福克蘭群島主教。南美洲傳教會（SAMS）發揮了財務和建立兩位主教職位的重要部分。
因此增加南美洲傳教會（SAMS）的活動，成立了很多教區：1973年阿根廷北部教區和巴拉圭教區；1977年秘魯教區；1988年烏拉圭教區和1996年玻利維亞教區（現在為聖公會南美洲南錐教省所有部分）。南美洲教區加入聖公會南美洲議會，其中包括福克蘭群島。這證明不適合於福克蘭群島的信眾，因為在西班牙進行的法律程序，而且大多數的居民都講英語。

### 牧區
1978年， 坎特伯里大主教唐納德·科根承擔個人負責福克蘭群島，主教監牧由主教代表行使。首任福克蘭群島主教代表是一名盎格魯阿根廷及前非洲傳教士布宜諾斯艾利斯查理·卡茨主教，1975年已接任塔克主教。1982年，在福克蘭戰爭期間，許多英軍受到代表軍主教監牧。坎特伯里大主教決定行使讓委員會給任何主教訪問群島的責任。2007年1月司提反·韋納被任命稱為福克蘭群島代主教的主教代表。
自從1978年以來，座堂的神職人員都採納牧區長的職務。該職位先後由哈里·巴格諾爾（英語：Harry Bagnall）（1979-1986）、約翰·墨菲（英語：John Murphy）、斯蒂芬·帕爾默（英語：Stephen Palmer）（1991-1996）、阿利斯泰爾·麥哈菲（英語：Alistair McHaffie）（1998-2003）、保羅·斯威廷（英語：Paul Sweeting）（2003-2007年）、和理查·海恩斯（英語：Richard Hines）（2007年起）擔任。

## 外部連結
- 普世聖公宗網站 （页面存档备份，存于）（英文）
  - 教省指南──福克蘭群島（坎特伯里大主教直轄） （页面存档备份，存于）（英文）